# Spanair Flight JK 5022
Spanair Flight JK 5022 var en flyvning med et McDonnell Douglas MD-82-fly, registreringsnummer EC-HFP, der forulykkede umiddelbart efter starten 20. august 2008. Flyet var på en kortdistanceflyvning fra Barajas Lufthavn i Madrid til Gran Canaria Lufthavn på Gran Canaria, Spanien, og var lettet fra startbane 36L i Barajas Lufthavn klokken 14.45 CEST umiddelbart før ulykken indtraf. Ulykken var Spanairs (en del af SAS Group) første ulykke med dødelig udgang i selskabets 20-årige historie, den 14. fatale ulykke og 24. ulykke samlet med MD-80-fly. Ulykken med 154 omkomne, heraf syv af dem på vejen til hospitalet, var den dødeligste flyulykke i spansk flyvning siden flyulykken på Tenerife i 1977 med 583 omkomne.

## Ulykken
Ulykken indtraf 14:45 lokal tid under takeoff. Flyet, der var døbt "Sunbreeze", registreringsnummer EC-HFP, var leveret til Korean Air 18. november 1993 og blev overtaget af Spanair i juli 1999. I alt var 172 mennesker om bord, hvoraf 162 var passagerer, 4 var passive besætningsmedlemmer mens yderligere 6 var regulære besætningsmedlemmer.  Flyets flaps var ikke udfældet som de skulle ved starten. Enten havde piloterne glemt at udfælde flaps eller også havde flyet en dobbeltfejl – både flapsudfældingsmekanismen og flapsindikatoren var defekte. Flaps ændrer vingeprofilet og muliggør flyvning ved lavere hastighed. Hvis flaps ikke var udfældet og flyet roterede ved for lav hastighed kunne et vindstød kortvarigt skabe tilstrækkelig opdrift.  Derefter stallede flyet og styrtede ned ved siden af startbanen, hvor det brækkede i mindst to stykker. Da flyet var fyldt med brændstof opstod der en eksplosionsagtig brand. 
Spanair meddelte at piloten tidligere havde opgivet en start på grund af for høje temperaturer i motorens luftindtag. En defekt ekstern temperatursensor blev efterfølgende udskiftet af jordpersonellet, hvilket forsinkede afgangen med en time. Efter reparationen blev en start forsøgt hvorefter flyet forulykkede.
Flyvningen var også en codeshare-flyvning på vegne af Lufthansa som LH 2554.  Syv passagerer med Lufthansa-billetter havde reservationer på flyet. Fire af disse passagerer var fra Tyskland; men antallet af Lufthansapassagerer der gik om bord på flyet er endnu ikke bekræftet.

## Dødsfald
De første rapporter om dødsfald var blandede. Nogle kilder rapporterede så få som 2 til 45 dødsfald, men da ulykken blev afdækket i større og større grad blev tallet hurtigt revideret til over 100. Associated Press fortalte, at en talsmand for de spanske redningsfolk officielt rapporterede at blot 26 passagerer overlevede styrtet. Resten formodes at være omkommet enten på grund af selve styrtet, eller umiddelbart efter i den voldsomme brand.  21. august 2008 offentliggjordes det officielle antal af omkomne til 153 med kun 19 overlevende, da seks af de oprindelige overlevende døde på vej til hospitalet, og yderligere en om natten efter ulykken.
Ifølge regeringens embedsmænd er mindst 14 af de omkomne udlændinge fra ni forskellige lande: 
| Nationalitet | Passagerer | Ansatte | Total |
| ------------ | ---------- | ------- | ----- |
| Spanien      | 130        | 10      | 140   |
| Tyskland     | 5          | 0       | 5     |
| Frankrig     | 2          | 0       | 2     |
| Brasilien    | 1          | 0       | 1     |
| Mauretanien  | 1          | 0       | 1     |
| Gambia       | 1          | 0       | 1     |
| Bulgarien    | 1          | 0       | 1     |
| Italien      | 1          | 0       | 1     |
| Indonesien   | 1          | 0       | 1     |
| Tyrkiet      | 1          | 0       | 1     |
| Total        | 144        | 10      | 154   |

Blandt de overlevende er to udenlandske statsborgere: én finne og én bolivianer.
Ervigio Corral, lederen af redningsstyrken, sagde styrtet kastede mange af de overlevende ned i et nærliggende vandløb, hvilket gjorde deres forbrændinger mindre alvorlige.

## Undersøgelse
MD-82-flyet (DC-9-82) fra Spanair fik trukket slats og flaps ind efter at starten var blevet aflyst, grundet en defekt temperaturmåling (Ram Air Temperature, RAT) i den ene motor. Da flyet efter reparationen skulle genkonfigureres til en ny start blev slats og flaps ikke sat i take-off position. TOWS (Take-Off Warning System) ville normalt udløse et alarmsignal hvis man prøver at lette med slats og flaps i flight position. TOWS er aktivt når næsehjulet er belastet (flyet er på jorden) og motorerne er på maks. omdrejninger men Cockpit Voice Recorder (den ene sorte boks) optog ingen lyde af TOWS-alarmen. Data flight recorder (den anden sorte boks) optog at flaps var i flight position (0°). En tilsvarende ulykke i Detroit i august 1987 med 154 dræbte fik flyfabrikken til at anbefale at TOWS bliver testet før hver flyvning, mens Spanairs procedure kræver at TOWS kun bliver testet før dagens første flyvning eller ved pilotskift.
Relæet R2-5 forsyner TOWS og RAT heater med strøm og kan være blevet slået fra i forbindelse med reparationen uden at være tilsluttet igen. Derfor skal de tre involverede flyteknikere til afhøring, sigtet for uagtsomt manddrab.
Den spanske havarikommission CIAIAC (Comisión de Investigación de Accidentes e Incidentes de Aviación Civil) har offentliggjort sin officielle version af havarirapporten.
- Flaps var i Take-Off position (11°) ved det første startforsøg.
- RAT (Ram Air Temperature) angav at luftindtagets lufttemperatur var 104° C i bagbord motor og de korrekte 30° C i styrbord motor.
- Flyteknikere slog sikringen til varmelegemet i luftindtaget fra og RAT angav nu 30° C. Manglende varmelegemer er tilladt i hht. Minimum Equipment List, der er en liste over acceptable småfejl der må flyves med.
- Flaps var i Flight position (0°) ved det andet startforsøg.
- TOWS advarede ikke piloterne om at flaps ikke var i Take-Off-position.
- Klokken 14:24:10 melder piloten rotate (at han vil løfte flyets næse opad).
- Calibrated AirSpeed er 154 knob (285 km/t, korrekt hastighed med flaps) og næsehjulet er ubelastet.
- Kl. 14:24:14 aktiveres column-shaker, en computerstemme udbryder "stall, stall.." og et advarselshorn bræger.
- Flyets maksimale højde er 12 meter, næsen er 18° i vejret og styrbord vinge hælder 32°.
- Kl. 14:24:23 Halekonusen og styrbord vingespids rammer jorden 60 meter øst for startbanen og flyet kurer 1.093 meter[21].
- Vingernes integraltanke rives op og 10.130 liter flybrændstof antændes.